# Scelotrichia glandulosa
Scelotrichia glandulosa är en nattsländeart som beskrevs av Wells och Andersen 1995. Scelotrichia glandulosa ingår i släktet Scelotrichia och familjen smånattsländor. Inga underarter finns listade i Catalogue of Life.